# Frank Geißler
Frank Geißler (* 20. September 1940 in Leipzig) ist ein deutscher Badmintonspieler.

## Karriere
Frank Geißler gewann 1968 seine ersten Medaillen bei DDR-Meisterschaften, als er sowohl im Herrendoppel als auch mit dem Team Bronze gewann. 1969 und 1970 folgten zwei Vizemeistertitel mit dem Team der HSG DHfK. 1972 und 1973 reichte es wiederum nur zu Bronze. Weitere Medaillen erkämpfte er sich bei DDR-Studenten- und Seniorenmeisterschaften. Schon in dieser Zeit war er auch als Funktionär aktiv. Von 1965 bis 1971 agierte er als Vorsitzender des BFA Federball Leipzig und nach 1990 als Vorsitzender des Badminton-Regionalverbandes Leipzig. Von 1991 bis 2003 war er als B-Trainer in Sachsen und bei der HSG DHfK Leipzig tätig. 2007 verfasste er zum 50-jährigen Badmintonjubiläum der DHfK eine Chronik der Sportart an der HSG, die in einer umfassend erweiterten Version 2012 zum 55-jährigen neu aufgelegt wurde.
Frank Geißler lebt auch heute noch, verheiratet mit der ehemaligen Badmintonspielerin Monika Brehmer, in seiner Geburtsstadt Leipzig.

## Sportliche Erfolge
| Saison    | Veranstaltung                     | Disziplin    | Platz | Name |
| --------- | --------------------------------- | ------------ | ----- | --- |
| 1967/1968 | DDR-Einzelmeisterschaft           | Herrendoppel | 3     | Frank Geißler / Bernd Hachmeister (DHfK Leipzig) |
| 1967/1968 | DDR-Mannschaftsmeisterschaft      | Mannschaft   | 3     | DHfK Leipzig (Volker Herbst, Gerd Pigola, Bernd Hachmeister, Gerd Hachmeister, Joachim Gerhardt, Frank Geißler, Beate Herbst, Christa Neitzsch, Dagmar Herbst-Pigola, Marianne Döhler, Petra Kabisch)   |
| 1968/1969 | DDR-Mannschaftsmeisterschaft      | Mannschaft   | 2     | DHfK Leipzig (Volker Herbst, Gerd Pigola, Bernd Hachmeister, Gerd Hachmeister, Joachim Gebhardt, Frank Geißler, Beate Herbst, Dagmar Pigola, Marianne Döhler, Petra Kabisch)                            |
| 1969/1970 | DDR-Mannschaftsmeisterschaft      | Mannschaft   | 2     | DHfK Leipzig (Gerd Pigola, Volker Herbst, Gerd Hachmeister, Frank Geißler, Christel Sommer, Beate Herbst, Dagmar Pigola)                                                                                |
| 1971/1972 | DDR-Mannschaftsmeisterschaft      | Mannschaft   | 3     | DHfK Leipzig (Gerd Pigola, Volker Herbst, Wolfgang Böttcher, Jürgen Richter, Frank Geißler, Beate Herbst, Monika Brehmer, Christel Sommer, Helga Pöschel)                                               |
| 1971/1972 | DDR-Studentenmeisterschaft        | Mannschaft   | 2     | TU Dresden |
| 1972/1973 | DDR-Mannschaftsmeisterschaft      | Mannschaft   | 3     | DHfK Leipzig (Gerd Pigola, Volker Herbst, Wolfgang Böttcher, Jürgen Richter, Bernd Brösdorf, Frank Geißler, Joachim Gerhardt, Hachmeister, Christel Sommer, Helga Pöschel, Beate Herbst, Helga Pöschel) |
| 1972/1973 | DDR-Studentenmeisterschaft        | Herrendoppel | 3     | Frank Geißler / Jürgen Brösel (TU Dresden / Ernst-Moritz-Arndt-Universität Greifswald - Einheit Greifswald)                                                                                             |
| 1972/1973 | DDR-Studentenmeisterschaft        | Mixed        | 3     | Frank Geißler / Karin Sitter (TU Dresden / IS Verkehrstechnik Dresden) |
| 1973/1974 | DDR-Studentenmeisterschaft        | Mannschaft   | 1     | TU Dresden |
| 1974/1975 | DDR-Studentenmeisterschaft        | Mixed        | 3     | Frank Geißler / Karin Sitter (TU Dresden / ISVt Bühlau) |
| 1974/1975 | DDR-Studentenmeisterschaft        | Herrendoppel | 3     | Berthold Groth / Frank Geißler (TU Dresden) |
| 1975/1976 | DDR-Studentenmeisterschaft        | Mannschaft   | 1     | TU Dresden |
| 1984/1985 | DDR-Seniorenmeisterschaft AK II   | Herrendoppel | 3     | Frank Geißler / Hachmeister (DHfK Leipzig) |
| 1985/1986 | DDR-Seniorenmeisterschaft AK II   | Herreneinzel | 2     | Frank Geißler (DHfK Leipzig) |
| 1986/1987 | DDR-Seniorenmeisterschaft AK II   | Herreneinzel | 2     | Frank Geißler (DHfK Leipzig) |
| 1997/1998 | Deutschen Einzelmeisterschaft O55 | Herreneinzel | 3     | Frank Geißler (DHfK Leipzig) |
| 2010/2011 | Deutsche Einzelmeisterschaft O70  | Herreneinzel | 2     | Frank Geißler (DHfK Leipzig) |
| 2015/16   | Deutsche Einzelmeisterschaft O75  | Mixed        | 3     | Frank Geißler / Isolde Gassner (DHfK Leipzig / SV Fellbach) |
| 2015/16   | Deutsche Einzelmeisterschaft O75  | Herrendoppel | 3     | Frank Geißler / Peter-Jürgen Horak (DHfK Leipzig / VfB Hermsdorf) |